# Les Ventes
Les Ventes est une commune française située dans le département de l'Eure, en région Normandie.

## Géographie

### Localisation
| Glisolles                                                                   | La Bonneville-sur-Iton, Aulnay-sur-Iton                   | Arnières-sur-Iton     |
| Gaudreville-la-Rivière Orvaux Sylvains-lès-Moulins (comm. dél. de Villalet) | Ventes                                                    | Les Baux-Sainte-Croix |
| Mesnils-sur-Iton (comm. dél. de Manthelon)                                  | Sylvains-lès-Moulins (comm. dél. de Sylvains-les-Moulins) | Le Plessis-Grohan     |

### Hydrographie
La commune est située dans le bassin Seine-Normandie. Elle est drainée par l'Iton, le fossé 01 de la Mare Sanseuse et  et un autre petit cours d'eau,.
L'Iton, d'une longueur de 132 km, prend sa source dans la commune de Mahéru et se jette  dans l'Eure à Acquigny, après avoir traversé 39 communes. Les caractéristiques hydrologiques de l'Iton sont données par la station hydrologique située sur la commune de Gaudreville-la-Rivière. Le débit moyen mensuel est de 0,489 m3/s. Le débit moyen journalier maximum est de 9,23 m3/s, atteint lors de la crue du 20 janvier 2024. Le débit instantané maximal est quant à lui de 10,1 m3/s, atteint le 19 janvier 2024.
Divers plans d'eau complètent le réseau hydrographique : la mare aux Vaches (0,04 ha), la mare de la Trigale (0,07 ha), la mare des Biches (0,09 ha), la mare des Saules (0,05 ha), la mare du Hanoy (0,07 ha), la mare Sanseuse (0,07 ha), le plan d'eau de la Forge, d'une superficie totale de 2,2 ha (0,16 ha sur la commune), les Courants (0,17 ha), les Jumelles (0,12 ha) et les Rougets (0,1 ha),.

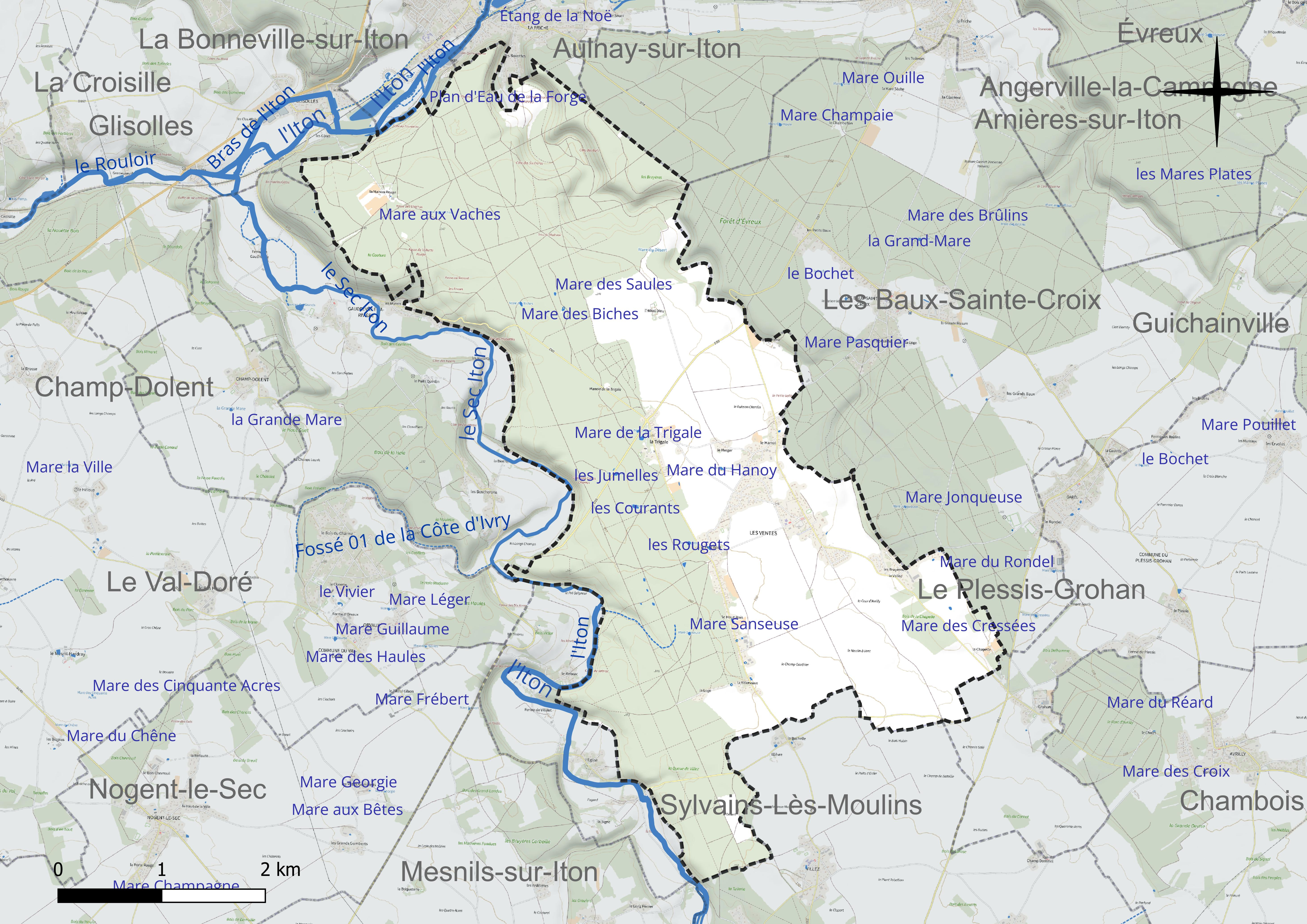
Réseau hydrographique des Ventes.

### Climat
Pour des articles plus généraux, voir Climat de la Normandie et Climat de l'Eure.
En 2010, le climat de la commune est de type climat océanique dégradé des plaines du Centre et du Nord, selon une étude du CNRS s'appuyant sur une série de données couvrant la période 1971-2000. En 2020, Météo-France publie une typologie des climats de la France métropolitaine dans laquelle la commune est exposée à un climat océanique et est dans une zone de transition entre les régions climatiques « Sud-ouest du bassin Parisien » et « Côtes de la Manche orientale ». Parallèlement le GIEC normand, un groupe régional d’experts sur le climat, différencie quant à lui, dans une étude de 2020, trois grands types de climats pour la région Normandie, nuancés à une échelle plus fine par les facteurs géographiques locaux. La commune est, selon ce zonage, exposée à un « climat des plateaux abrités », correspondant aux plaines agricoles de l’Eure, avec une pluviométrie beaucoup plus faible que dans la plaine de Caen en raison du double effet d’abri provoqué par les collines du Bocage normand et par celles qui s’étendent sur un axe du Pays d'Auge au Perche.
Pour la période 1971-2000, la température annuelle moyenne est de 10,4 °C, avec  une amplitude thermique annuelle de 14,2 °C. Le cumul annuel moyen de précipitations est de 648 mm, avec 10,7 jours de précipitations en janvier et 8,1 jours en juillet. Pour la période 1991-2020, la température moyenne annuelle observée sur la station météorologique la plus proche, située sur la commune de Guichainville à 8 km à vol d'oiseau, est de 11,1 °C et le cumul annuel moyen de précipitations est de 659,6 mm,. Pour l'avenir, les paramètres climatiques de la commune estimés pour 2050 selon différents scénarios d’émission de gaz à effet de serre sont consultables sur un site dédié publié par Météo-France en novembre 2022.

## Urbanisme

### Typologie
Au 1er janvier 2024, Les Ventes est catégorisée commune rurale à habitat dispersé, selon la nouvelle grille communale de densité à 7 niveaux définie par l'Insee en 2022.
Elle est située hors unité urbaine. Par ailleurs la commune fait partie de l'aire d'attraction d'Évreux, dont elle est une commune de la couronne,. Cette aire, qui regroupe 108 communes, est catégorisée dans les aires de 50 000 à moins de 200 000 habitants,.

### Occupation des sols
L'occupation des sols de la commune, telle qu'elle ressort de la base de données européenne d’occupation biophysique des sols Corine Land Cover (CLC), est marquée par l'importance des forêts et milieux semi-naturels (61,8 % en 2018), une proportion identique à celle de 1990 (61,8 %). La répartition détaillée en 2018 est la suivante : 
forêts (61,8 %), terres arables (34,5 %), zones urbanisées (3,4 %), prairies (0,3 %). L'évolution de l’occupation des sols de la commune et de ses infrastructures peut être observée sur les différentes représentations cartographiques du territoire : la carte de Cassini (XVIIIe siècle), la carte d'état-major (1820-1866) et les cartes ou photos aériennes de l'IGN pour la période actuelle (1950 à aujourd'hui).

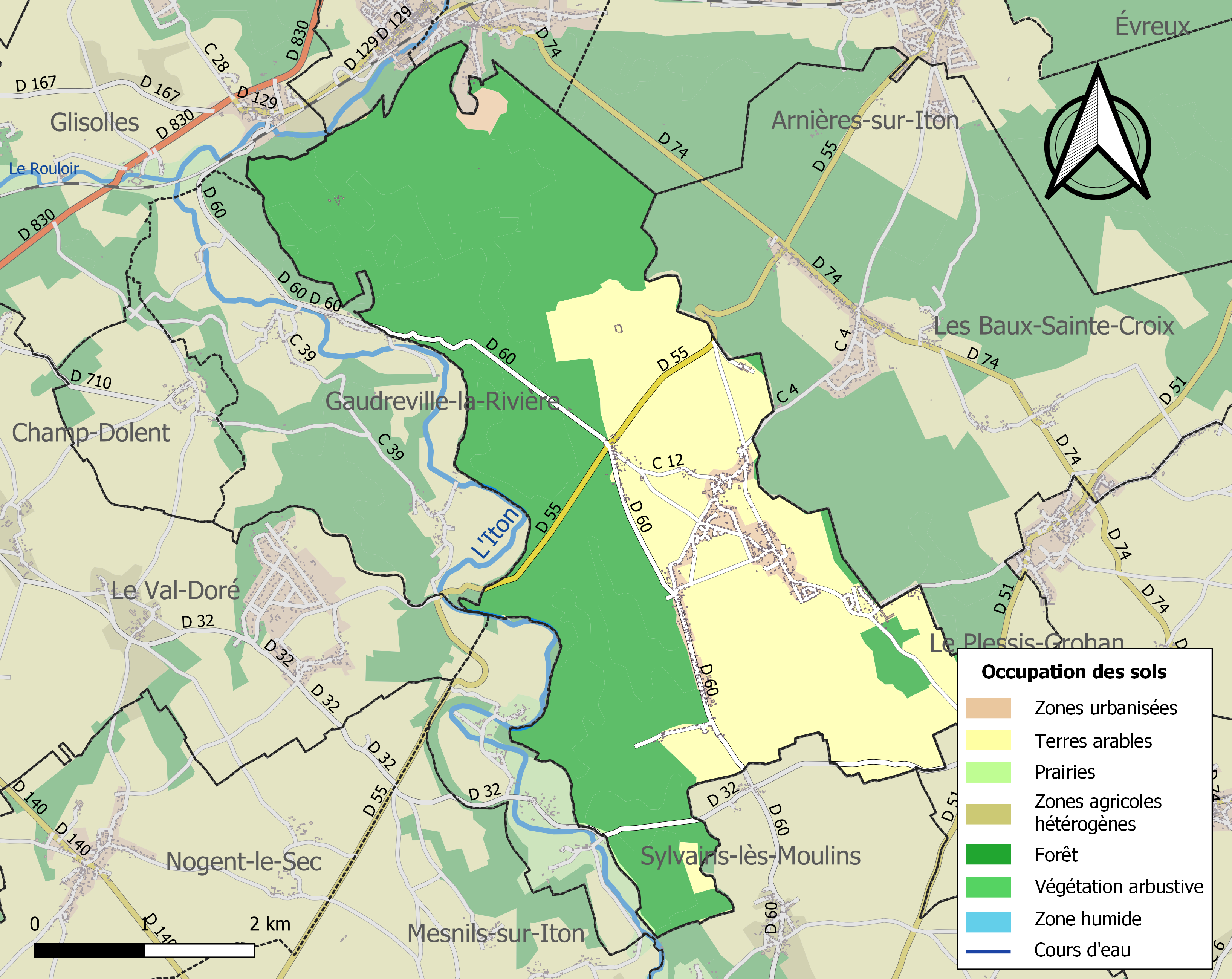
Carte des infrastructures et de l'occupation des sols de la commune en 2018 (CLC).

## Toponymie
Le nom de la localité est attesté sous la forme Saint Eloy de Ventes en 1330 (archives de Seine-et-Oise, fonds de Maubuisson), (Saint Eloy était un hagiotoponyme) ; Les Ventes ès Bois en 1491 (archives de l’Hôtel-Dieu d’Évreux) ; Saint Éloi des Ventes en 1722 (Masseville).
Ventes : pluriel de l'oïl vente « partie d'une forêt qui vient d'être coupée ».

## Histoire
Au puits des Boscherons, à la limite entre les communes de Gaudreville et des Ventes, le pharmacien et spéléologue Édouard Ferray réalisa dans les années 1880 des mesures hydrauliques et des prospections concernant le Sec Iton et son cours souterrain.
Le 17 juillet 1944, un avion de chasse américain a été abattu au-dessus des Ventes. Le pilote, Billie D. Harris, a dirigé l'avion en flammes vers une forêt voisine pour éviter des pertes civiles inutiles. Il a payé de sa vie cette manœuvre. Le pilote a été enterré au cimetière local. La population continue de s'occuper de la tombe, bien que les restes aient été transférés par la suite au cimetière militaire américain[Lequel ?]. La place devant la mairie porte le nom de Billie Harris.
Le 16 août 1944, dans le Haut-Bois fut torturé, fusillé puis enterré vivant Gaston Levrette, agent de liaison FTP.

## Héraldique
| Blason de Ventes (Les) | Blason  | De gueules à la bande d’argent chargée de trois trèfles de sinople à plomb, accompagnée en chef d’un arbre de multiples troncs d’or, et en pointe d’un dolmen du même. |
| Blason de Ventes (Les) | Détails | Le statut officiel du blason reste à déterminer. |

## Politique et administration
| Période                                  | Période   | Identité          | Étiquette | Qualité |
| ---------------------------------------- | --------- | ----------------- | --------- | ------- |
| 1792                                     | ??        | M. Rousselin      |           |         |
| vers 1870                                |           | M. Delacourt      |           |         |
| vers 1895                                |           | M. Lesimple       |           |         |
| 1919                                     | 1939      | Eugène Demoite    |           |         |
| ?                                        | ?         | M. Desfriches     |           |         |
| avant 1995                               | 1995      | Pierre Bertin     | DVD       |         |
| juin 1995                                | mars 2001 | Gérard Mésange    | RPR       |         |
| mars 2001                                | 2014      | Christine Fessard |           |         |
| 2014                                     | En cours  | Stéphane Simon    | SE        | Employé |
| Les données manquantes sont à compléter. |           |                   |           |         |

## Démographie
L'évolution du nombre d'habitants est connue à travers les recensements de la population effectués dans la commune depuis 1793. Pour les communes de moins de 10 000 habitants, une enquête de recensement portant sur toute la population est réalisée tous les cinq ans, les populations de référence des années intermédiaires étant quant à elles estimées par interpolation ou extrapolation. Pour la commune, le premier recensement exhaustif entrant dans le cadre du nouveau dispositif a été réalisé en 2008.

En 2022, la commune comptait 1 047 habitants, en stagnation par rapport à 2016 (Eure : −0,25 %, France hors Mayotte : +2,11 %).
| 1793 | 1800 | 1806 | 1821 | 1831 | 1836 | 1841 | 1846 | 1851 |
| ---- | ---- | ---- | ---- | ---- | ---- | ---- | ---- | ---- |
| 569  | 617  | 665  | 657  | 686  | 700  | 726  | 680  | 666  |

| 1856 | 1861 | 1866 | 1872 | 1876 | 1881 | 1886 | 1891 | 1896 |
| ---- | ---- | ---- | ---- | ---- | ---- | ---- | ---- | ---- |
| 640  | 598  | 548  | 556  | 526  | 479  | 476  | 439  | 423  |

| 1901 | 1906 | 1911 | 1921 | 1926 | 1931 | 1936 | 1946 | 1954 |
| ---- | ---- | ---- | ---- | ---- | ---- | ---- | ---- | ---- |
| 390  | 354  | 353  | 339  | 309  | 303  | 283  | 311  | 387  |

| 1962 | 1968 | 1975 | 1982 | 1990  | 1999  | 2006  | 2008  | 2013  |
| ---- | ---- | ---- | ---- | ----- | ----- | ----- | ----- | ----- |
| 344  | 324  | 500  | 965  | 1 035 | 1 006 | 1 036 | 1 044 | 1 041 |

| 2018  | 2022  | - | - | - | - | - | - | - |
| ----- | ----- | - | - | - | - | - | - | - |
| 1 036 | 1 047 | - | - | - | - | - | - | - |

## Culture locale et patrimoine

### Lieux et monuments

#### Monuments historiques

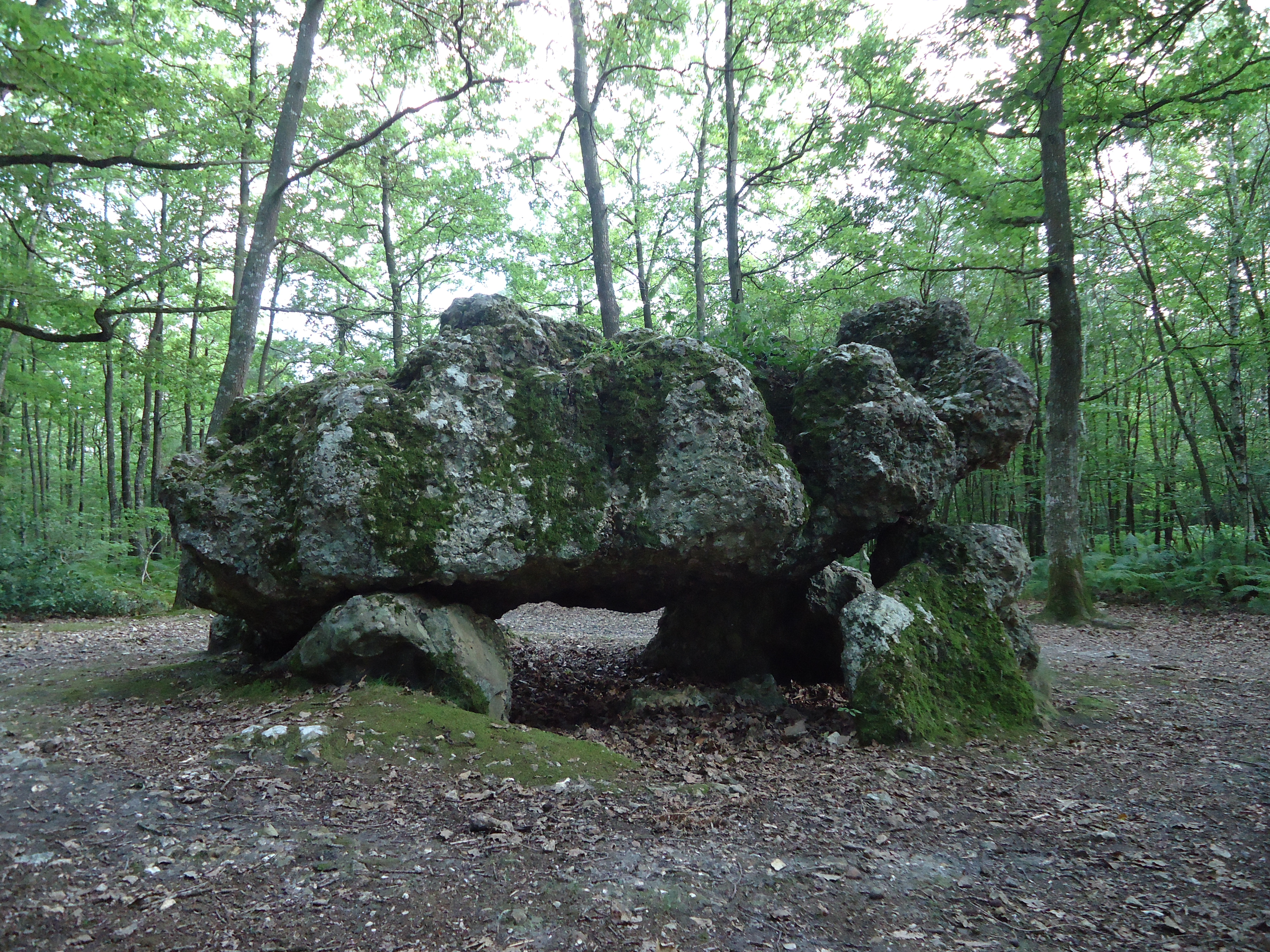
La Pierre courcoulée.

La commune abrite deux monuments historiques :
- la Pierre courcoulée, dolmen classé par liste de 1889[29] ;
- le dolmen de l'Hôtel-Dieu, classé par arrêté du 2 janvier 1910[30].

#### Autres lieux et monuments
- L'église Saint-Éloi du XVIe siècle (bas-reliefs Renaissance, fragments de vitraux datant du XVIe siècle).
- Le manoir de la Trigale.
- La maison normande.
- Ngor Ewam Phendé Ling.

### Patrimoine naturel
La forêt d'Évreux (dont une partie se trouve comprise sur le territoire de la commune), est en zone naturelle d'intérêt écologique, faunistique et floristique.

#### Site classé
- Le chêne dit « Les Sept Frères » situé dans la forêt d'Évreux,  Site classé (1932)[32].

### Personnalités liées à la commune
- Billie Dowe Harris (1922-1944), aviateur américain[33],[34],[35].